# Vlag van Elburg

Vlag van de gemeente Elburg
(sinds 1982)

De vlag van Elburg is op 26 augustus 1982 door de gemeenteraad vastgesteld als de gemeentelijke vlag van de Gelderse gemeente Elburg. De vlag kan als volgt worden beschreven:
Vijf banen, waarvan de hoogten zich verhouden als 1:1:8:1:1, rood, wit, blauw, wit, rood, met op de blauwe baan een witte schijf, waarvan de hoogte gelijk is aan 5/12 van de hoogte van de vlag, omgeven door twee gele sleedoorntakken en waarop een rood poortgebouw, bestaande uit een geopend middengedeelte, de opening geel omlijst en met een zwart valhek tussen twee torens, het middengedeelte en de torens gekanteeld, wit verlicht en met blauwe daken, waarop vier naar de vluchtzijde waaiende zwarte vaantjes.
De blauwe vlag is voorzien van twee smalle banen zowel boven in de kleuren rood en wit als onder in de kleuren wit en rood. In het midden is in een witte cirkel een rood poortgebouw met een blauw dak afgebeeld. Rondom de cirkel is een krans van gele sleedoorntakken afgebeeld. De kleuren en de elementen van de vlag zijn afgeleid van de voormalige wapens van Elburg en Doornspijk.

## Eerdere vlag

Vlag van de gemeente Elburg
(1970-1982)

Op 17 juni 1970 werd een eerdere vlag door de gemeenteraad aangenomen. Deze was ontworpen door de Hoge Raad van Adel. De vlag kan als volgt worden beschreven:
Vijf banen van wit en rood, met een hoogteverhouding 1:1:6:1:1; op de halve vlaghoogte en 1/3 van de vlaglengte in de witte baan een geopende poort met valhek, geflankeerd door twee torens, alles van rood, met blauwe daken en op de daken driehoekige wimpels.

## Verwante afbeeldingen

Wapen van Elburg (1974)
Wapen van Elburg (1816)
Wapen van Doornspijk

Aalten ·
Apeldoorn ·
Arnhem ·
Barneveld ·
Berg en Dal ·
Berkelland ·
Beuningen ·
Bronckhorst ·
Brummen ·
Buren ·
Culemborg ·
Doesburg ·
Doetinchem ·
Druten ·
Duiven ·
Ede ·
Elburg ·
Epe ·
Ermelo ·
Harderwijk ·
Hattem ·
Heerde ·
Heumen ·
Lingewaard ·
Lochem ·
Maasdriel ·
Montferland ·
Neder-Betuwe ·
Nijkerk ·
Nijmegen ·
Nunspeet ·
Oldebroek ·
Oost Gelre ·
Oude IJsselstreek ·
Overbetuwe ·
Putten ·
Renkum ·
Rheden ·
Rozendaal ·
Scherpenzeel ·
Tiel ·
Voorst ·
Wageningen ·
West Betuwe ·
West Maas en Waal ·
Westervoort ·
Wijchen ·
Winterswijk ·
Zaltbommel ·
Zevenaar ·
Zutphen